# 中区鍛冶屋
中区鍛冶屋（なかくかじや）は、兵庫県多可郡多可町の大字。郵便番号は679-1111。

## 地理

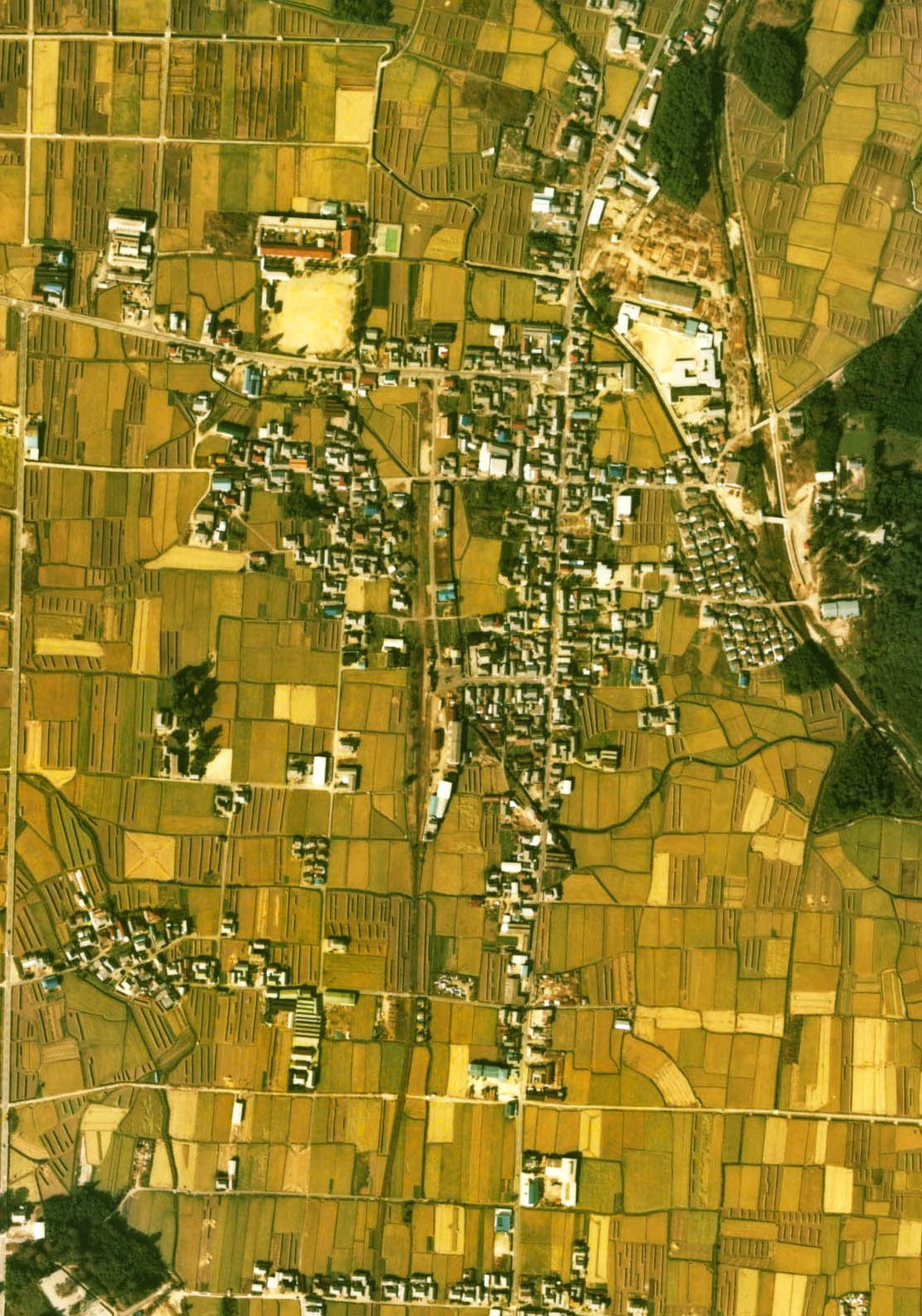
鍛冶屋（1976年度撮影）

- 思出川流域にあたる農村地帯。東側は丹波市山南町小野尻・中区安田・中区間子・中区岸上、西側は中区高岸、南側は中区天田、北側は中区牧野・中区田野口に隣接している。

## 歴史
かつては牧野鉱山から採掘された鉄がここで加工されていた。

### 沿革
- 1990年4月1日 - JR鍛冶屋線鍛冶屋駅が廃止される。[1]
- 2005年10月1日 - 中町が加美町・八千代町と新設合併し、中区鍛冶屋になる。

### 字域の変遷
| 実施前           | 実施年        | 実施後                 |
| ---------------- | ------------- | ---------------------- |
| 多可郡中村鍛冶屋 | 1924年4月1日  | 多可郡中町鍛冶屋       |
| 多可郡中町鍛冶屋 | 2005年10月1日 | 多可郡多可町中区鍛冶屋 |

## 小・中学校の学区
| 大字   | 番地 | 小学校               | 中学校             |
| ------ | ---- | -------------------- | ------------------ |
| 鍛冶屋 | 全域 | 多可町立中町北小学校 | 多可町立中町中学校 |

## 交通

### 鉄道
地内には鉄道は走っていないが、1990年4月1日まではJR鍛冶屋線鍛冶屋駅があった。

### バス
- 神姫グリーンバス

### 道路

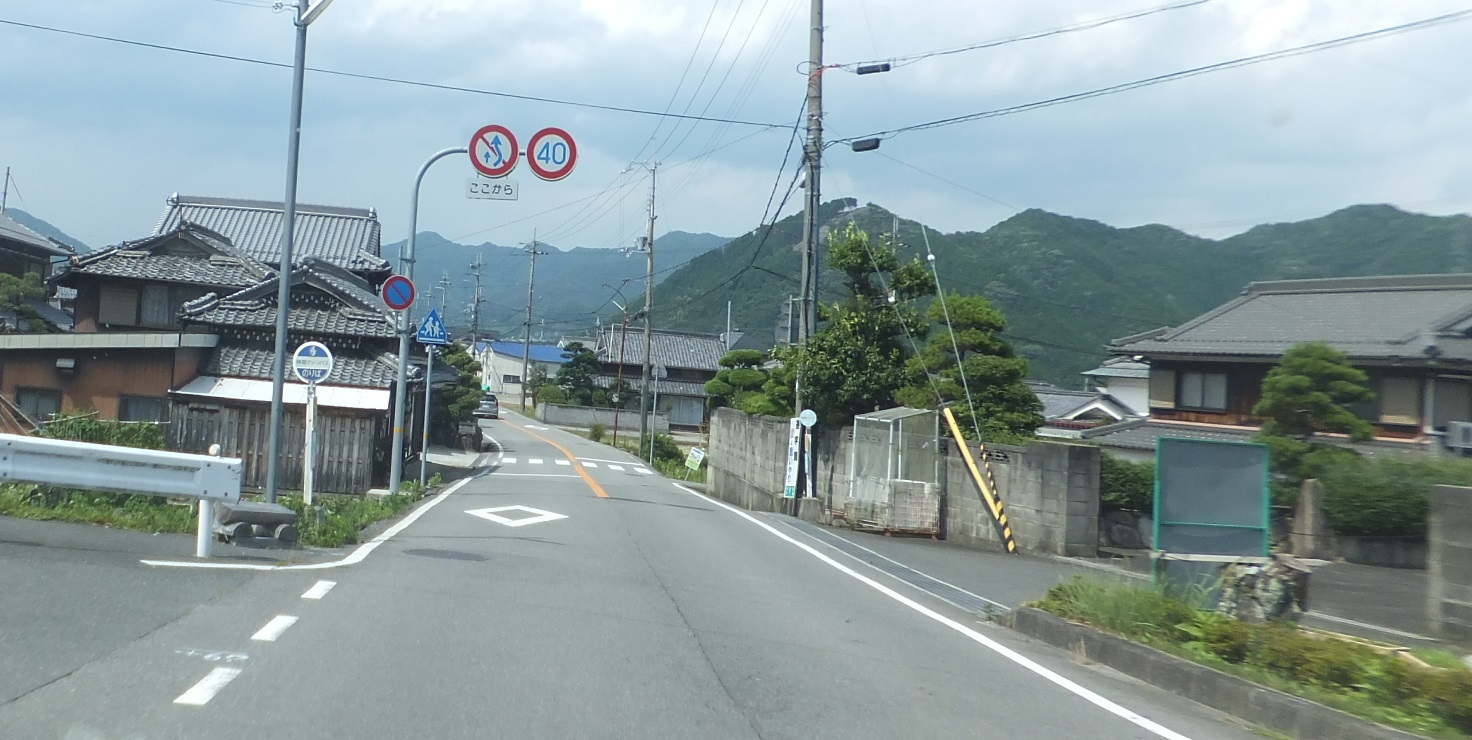
兵庫県道86号多可柏原線

- 兵庫県道86号多可柏原線

## 施設
- 多可町立中町北小学校
- 鍛冶屋郵便局
- 量興寺

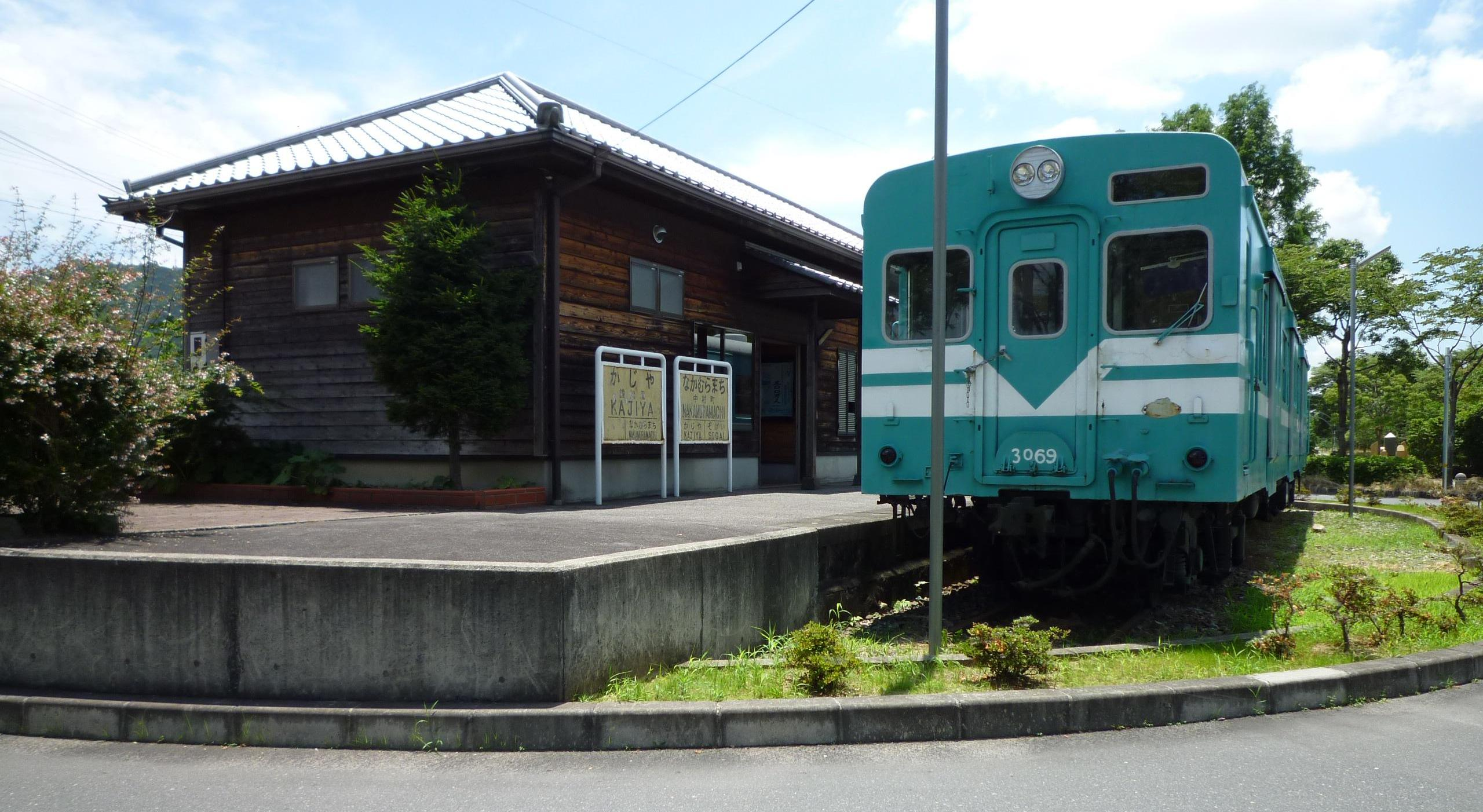
鍛冶屋線記念館

- 鍛冶屋線記念館 - 旧・鍛冶屋駅駅舎が利用されている。